# Homatropine
Homatropine (Equipin, Isopto Homatropine) là một loại thuốc chống cholinergic là một chất đối kháng tại các thụ thể acetylcholine muscarinic và do đó hệ thống thần kinh đối giao cảm. Nó được sử dụng trong thuốc nhỏ mắt như một cycloplegic (tạm tê liệt điều tiết), và như là một chất giãn đồng tử.
Các hợp chất hóa học liên quan homatropine methylbromua (methylhomatropine) là một loại thuốc khác nhau.
Homatropine ít mạnh hơn atropine và có thời gian tác dụng ngắn hơn. Nó có sẵn như là muối hydrobromua.
Homatropine cũng được đưa ra như một sự thay thế cho atropine để đảo ngược muscarinic và thần kinh trung ương ảnh hưởng gián tiếp liên quan đến cholinomimetic (chống AChase) quản lý.

## Tác dụng phụ
- Nhìn mờ
- Nhạy cảm với ánh sáng

## Chống chỉ định
- Bệnh tăng nhãn áp không được điều trị
- Bệnh nhược cơ
- Suy tim nặng
- Nhiễm độc tố